# 페테르 스비들레르

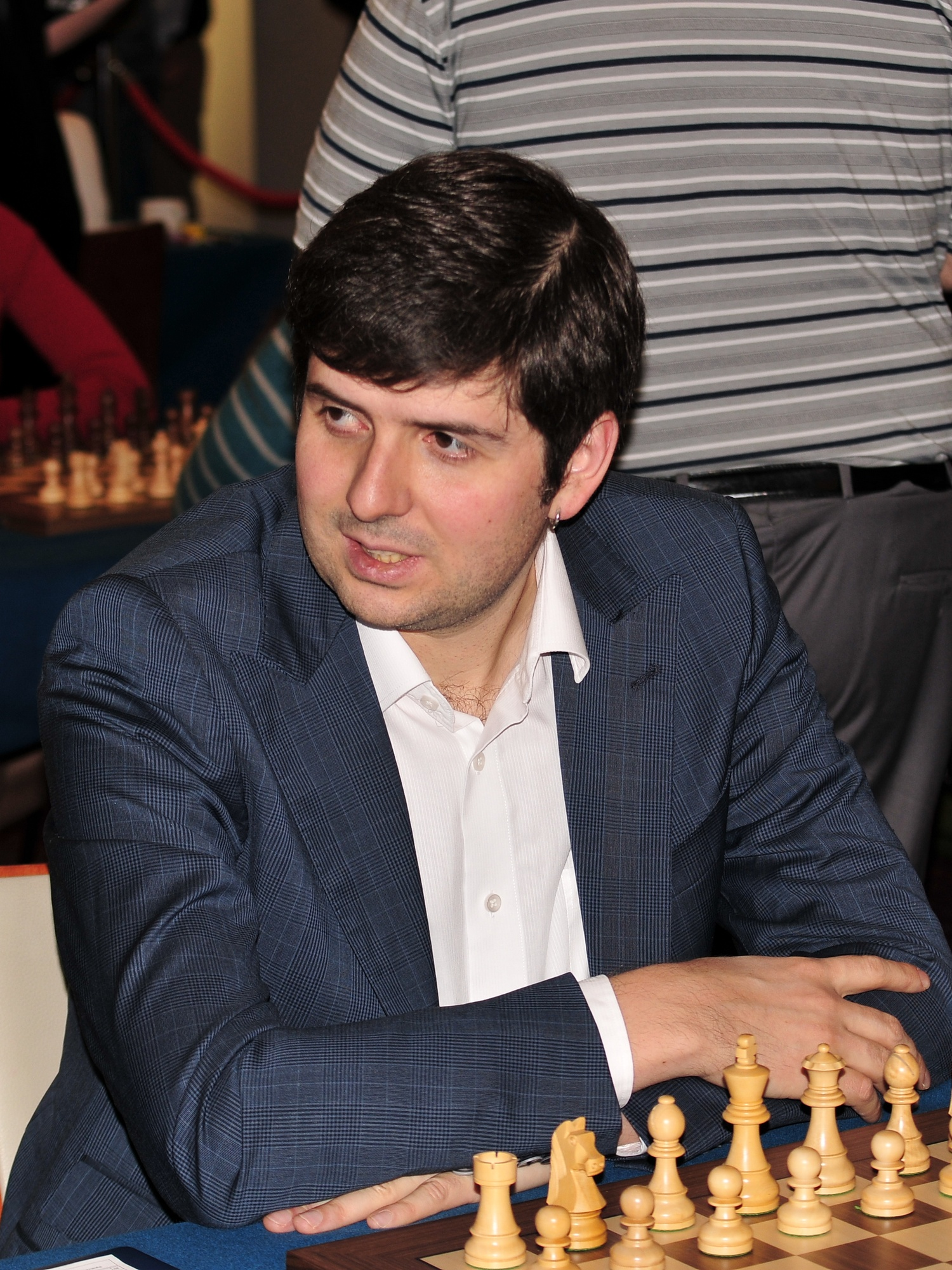
페테르 스비들레르

페테르 베니아미노비치 스비들레르(러시아어: Пётр Вениами́нович Сви́длер, 1976년 6월 17일 ~ )는 러시아의 체스 선수이다.